# گایوس فوریوس سابینیوس آکیلا تیمستیوس

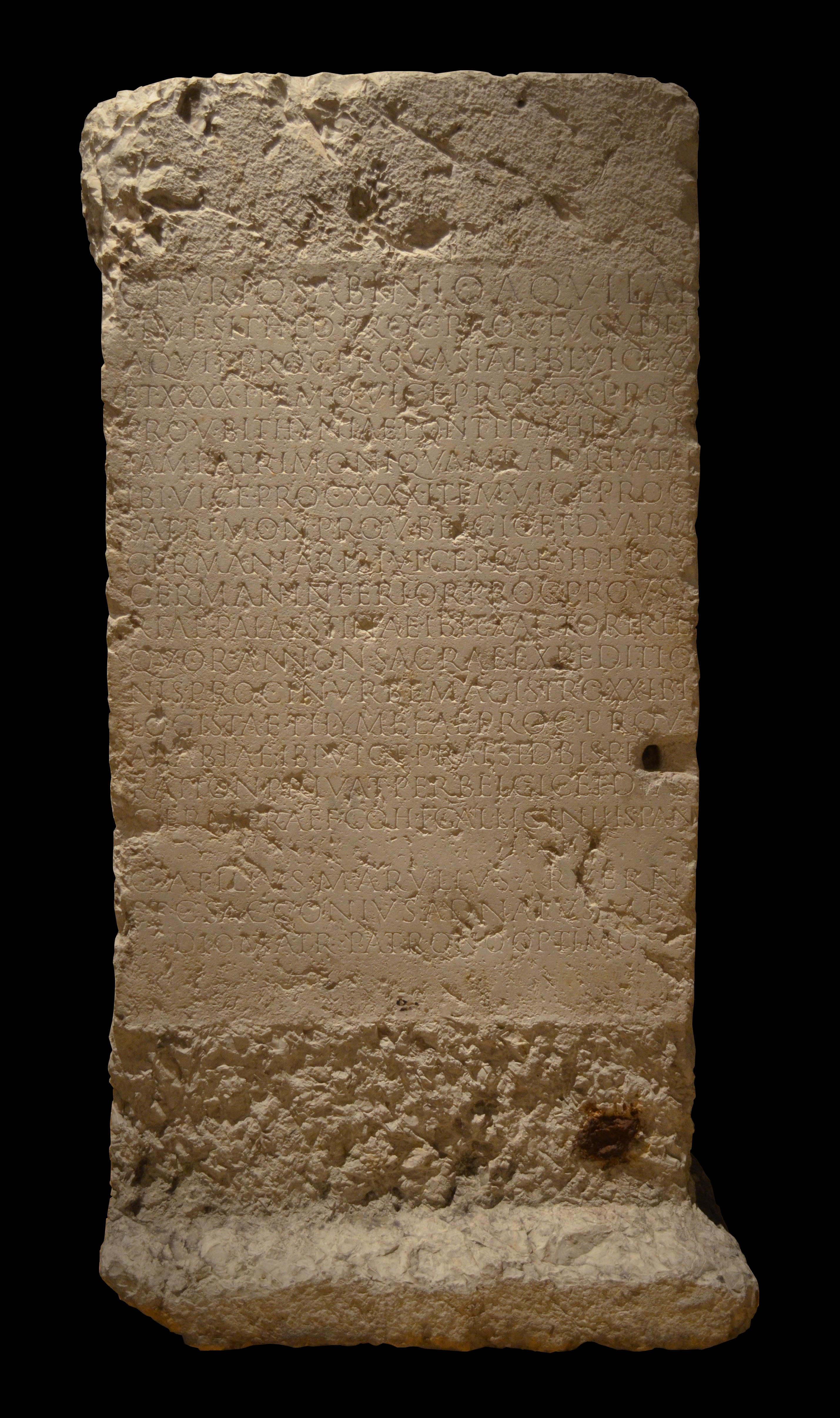
کتیبه لیون که داستان زندگی تیمستیوس را بیان می‌کند.

گایوس فوریوس سابینیوس آکیلا تیمستیوس  (یونانی: Τιμησίθεος) (۱۹۰–۲۴۳ پس از میلاد) افسر دولت امپراتوری روم در نیمه اول قرن سوم بود. به احتمال زیاد منشأ شرقی-یونانی داشت، او یک شهروند رومی احتمالاً از رتبه سوارکاری بود،
او کار خود را در خدمات امپراتوری به عنوان فرمانده گروهی از پیاده‌نظام کمکی آغاز کرد و به سمت بخشدار پراتورین، بالاترین مقام در سلسله مراتب امپراتوری، با وظایف غیرنظامی و نظامی ارتقا یافت. حرفه درخشان او منعکس کننده تسلط او بر هنجارهای فرهنگی معاصر و شهرت او برای صلاحیت اداری بود اما همچنین توانایی او برای دسترسی به حمایت در بالاترین سطح بود. زندگی رسمی او عمدتاً در پست‌های مالی سپری شد و او نمونه کارگزاران قدرتمند دادستانی  بود که در ربع دوم قرن سوم بر دولت امپراتوری تسلط یافتند. با این وجود، به‌عنوان بخشدار پراتورین، به نظر می‌رسد که او بیش از حد توانایی خود را در نقش نظامی ثابت کرده‌است. اگرچه او چندین بار به سمت‌هایی منصوب شد که حقوق اداری معاصر برای مقامات سناتوری در نظر گرفته شده بود، اما تا پایان سوارکاری باقی ماند: ممکن است او عمداً از عضویت در سنای روم اجتناب کند و ترجیح دهد قدرت واقعی را در مناصبی که سناتورها از آن‌ها می‌آمدند اعمال کند. مستثنی شدند. برخلاف جانشین خود در استان پراتورین، فیلیپ عرب، او از جوانی و بی‌تجربگی ارباب امپراتوری (و دامادش)، گوردیان سوم، برای تصاحب امپراتوری برای خود استفاده نکرد.
او یا بر اثر بیماری درگذشت یا در جریان لشکرکشی موفقیت‌آمیز علیه ساسانیان در زمان شاه شاپور اول در بین‌النهرین به قتل رسید. پس از مرگ او، جنگ علیه ایرانیان که او با استادی رهبری کرده بود، تقریباً بلافاصله به زیان امپراتوری درازمدت دچار آشفتگی شد.

## استناد
1. ↑  Zos. , Hist., I, 17, 2).
2. ↑  SHA, Vit. Gord. passim).
3. ↑  SHA Vit. Gord 23, 5-6; 25, 6-7; 27, 2, 4, 7 and 10; and 28, 1-6).